# 紐西蘭體育
紐西蘭體育很大程度上反映了其的英國殖民遺產。紐西蘭最流行的體育運動是橄欖球、板球和籃網球，這也是主要流行於英聯邦的體育項目。紐西蘭雖然是一個小國，但在一些體育項目上取得成功，特別是橄欖球（被認為是國球）和板球。除了上述的體育運動之外，高爾夫、網球、賽艇、各種水上運動（尤其是帆船和衝浪）在紐西蘭也很受歡迎。冬季運動（如滑雪和滑雪板）在紐西蘭也有人氣。